# Museo del Centro Cultural Mexiquense Bicentenario
Museo del Centro Cultural Mexiquense Bicentenario (CCMB) fue fundado e 30 de agosto de 2011 y se conforma por la exposición permanente “Encuentro con Nuestras Raíces”, la Sala de la Plástica Mexiquense y tres salas temporales.

## Descripción

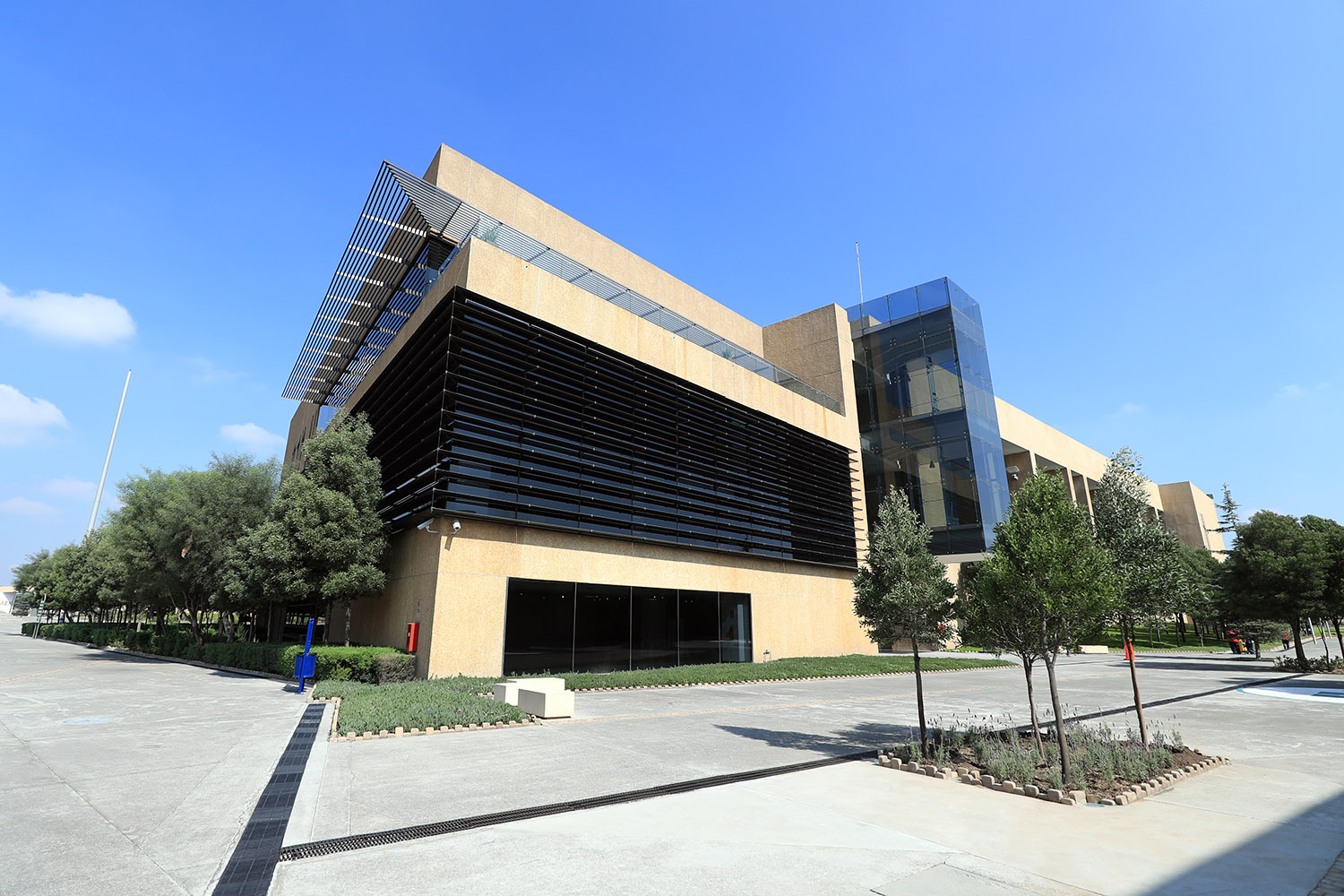

### Reseña
El 30 de agosto se inauguró el Centro Cultural Mexiquense Bicentenario, el centro consta de cuatro conjuntos arquitectónicos que contienen, entre otros, un teatro/sala de conciertos para mil 200 personas, 8 mil 500 metros cuadrados de espacios museísticos, una biblioteca con capacidad para 50 mil volúmenes y área para 40 talleres, además de auditorios y un teatro al aire libre para 800 personas, que puede aumentar a 4 mil.
El Museo del CCMB, se puede hacer un recorrido de la exposición permanente “Encuentro con Nuestras Raíces”, en la que se muestran dos personajes emblemáticos del Estado de México: Nezahualcóyotl y Sor Juana Inés de la Cruz, además uno de los edificios que dio origen a nuestro estado, la Casa del Constituyente, con más de 145 piezas en exhibición e instalaciones multimedia. 
Se puede visitar la Sala de la Plástica Mexiquense, con obras de artistas que destacan a nivel nacional e internacional desde el siglo XIX hasta la fecha, dentro de las que podemos encontrar pinturas del texcocano Felipe Santiago Gutiérrez, reconocido como el primer artista en América que pintó un desnudo femenino; Leopoldo Flores y sus múltiples retratos de personajes trascendentes en la cultura mexiquense; el escultor Miguel Hernández Urban y el artista de origen canadiense, Arnold Belkin, en su mural “Tlatelolco, lugar de Sacrificio”.
En las salas temporales se han exhibido colecciones como: “Seres alados, emisarios divinos. Ángeles y Arcángeles” del Museo Nacional de Arte, la exposición “Una Muestra Imposible. Leonardo, Rafael y Caravaggio”, “Darwin. La gran aventura de la ciencia” del Museo Americano de Historia Natural de Nueva York,  entre otras. el museo cuenta con visitas guiadas, talleres, conferencias, charlas, un mirador y actividades especiales como Noche de Museos.

## Dirección

### Calle
Carretera federal Los Reyes- Texcoco esquina con avenida General Manuel González/
kilómetro 14.3
Col.  San Miguel Coatlinchán
C.P. 56250
Municipio: Texcoco

## Horarios
Martes a domingo 10:00 horas.
Martes a sábado 18:00 horas. Domingo 15:00 horas
Días festivos: Cerrado 